# مزرعة أشجار

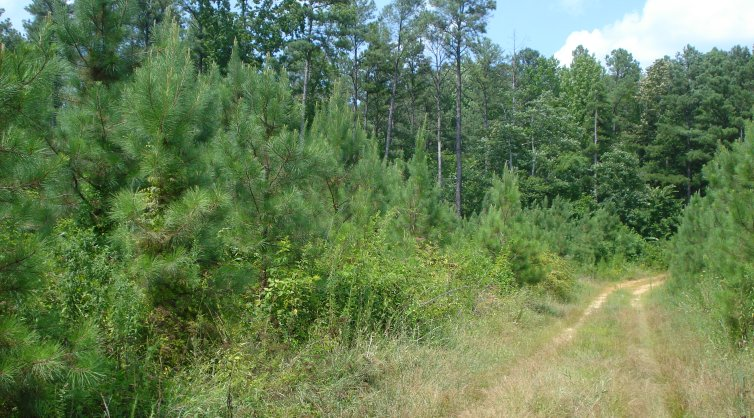
توفر مزرعة الأشجار المعتمدة من ATFS في ولاية فرجينيا مجموعة متنوعة من الموائل للحياة البرية أثناء إنتاج الخشب

مزرعة أشجار هي غابة تُدار لإنتاج الأخشاب، قد تكون ملكية عامة أو خاصة. يستخدم مصطلح مزرعة الأشجار أيضًا للإشارة إلى المزارع الواسعة و مشاتل الأشجار ومزارع أشجار الكريسماس.

## نطام مزارع الأشجار الأمريكى
يُعد نظام المزارع في الولايات المتحدة أقدم نظام مزارع أشجار مُسجل في الأمريكاتين.